# A The Annoying Orange epizódjainak listája
Az itt látható epizódlista a The Annoying Orange epizódjainak rövid leírását tartalmazza. Az epizódok 2010 januárja óta heti rendszerességgel jelennek meg néhány kivételtől eltekintve, ezeket általában minden péntek délután feltöltik a sorozat YouTube csatornájára.

## Epizódok
| # | Cím                                         | Eredeti bemutató     |
| --- | ------------------------------------------- | -------------------- |
| 1 | „The Annoying Orange”                       | 2009. október 9.     |
| Narancs bosszantja barátját, Almát. |                                             |                      |
| 2 | „Plumpkin”                                  | 2009. október 29.    |
| Narancs találkozik Sütőtökkel és nem bírja megállni, hogy ne szólítsa Dagitöknek. |                                             |                      |
| 3 | „TOE-MAY-TOE”                               | 2009. december 4.    |
| Narancs összetéveszti Paradicsomot Almával, ezután arról vitáznak, hogy ő zöldség-e vagy gyümölcs. |                                             |                      |
| 4 | „Sandy Claus”                               | 2009. december 23.   |
| Narancs megismeri a Mikulást és azzal, hogy felbosszantja felkerül a rosszak listájára. |                                             |                      |
| 5 | „Hey YouTube!”                              | 2010. január 15.     |
| Narancs magáról és saját YouTube csatornájától mesél a nézőknek. |                                             |                      |
| 6 | „More Annoying Orange”                      | 2010. január 15.     |
| Narancs találkozik egy másik naranccsal, aki bosszantóbb lehet, mint ő. |                                             |                      |
| 7 | „Wazzup!”                                   | 2010. január 22.     |
| Narancs és barátai Alma, Banán, Kivi és Citrom újraalkotják a Budweiser sörreklámot. |                                             |                      |
| 8 | „Super Bowl Football”                       | 2010. január 29.     |
| Narancs vitába keveredik egy Foci- és egy Rögbi labdával és felbosszantja a rögbi labdát. |                                             |                      |
| 9 | „Annoying Saw”                              | 2010. február 5.     |
| Narancsot és Padlizsánt elrabolja a Fűrész filmekből ismert Jigsaw. |                                             |                      |
| 10 | „Passion of the Fruit”                      | 2010. február 19.    |
| Narancs találkozik Maracujával és azonnal beleszeret, de Grapefruit aki nem kedveli Narancsot elrontja a hangulatot. |                                             |                      |
| 11 | „Orange Gets Autotuned”                     | 2010. február 26.    |
| Narancs találkozik iPhone-nal és barátok lesznek. |                                             |                      |
| 12 | „A Cheesy Episode”                          | 2010. március 5.     |
| Narancs annyira felbosszantja Sajtot, hogy az azt kívánja bárcsak meghalna. |                                             |                      |
| 13 | „Luck o' the Irish”                         | 2010. március 12.    |
| Narancs szerez egy fazék aranyat, ami egy Liam nevű koboldé, de nem akarja visszaadni neki. Kap egy fütyülő szélkereket, ami még idegesítőbbé teszi őt. |                                             |                      |
| 14 | „Prank Call #1: Tanning Salon”              | 2010. március 19.    |
| Narancs telefonbetyárkodk és felhív egy szolárium szalont. |                                             |                      |
| 15 | „Annoying Super Mario”                      | 2010. március 26.    |
| Narancs Marioval harcol Bowser várbörtönében miközben Peach hercegnőt próbálja megmenteni. |                                             |                      |
| 16 | „Muddy Buddy”                               | 2010. április 2.     |
| Narancs találkozik burgonyával és azt hiszi ő Körte testvére továbbá egy légkürttel bosszantja őt. |                                             |                      |
| 17 | „Excess Cabbage”                            | 2010. április 9.     |
| Narancs bosszantani próbál egy szál zellert, de nem tudja hogyan így barátja Fejes Káposzta próbál segíteni neki. |                                             |                      |
| 18 | „The Annoying Trailer”                      | 2010. április 16.    |
| Az "Annoying Orange" következő epizódjainak trailere, kiemeli egy megszemélyesítetlen hang bemutatkozását. |                                             |                      |
| 19 | „The Onion Ring Cursed Tape”                | 2010. április 23.    |
| Az átkozott videó a "The Onion Ring" azt mondja a nézőknek, hogy küldjék el 5 embernek különben hagyma karikákká változnak. |                                             |                      |
| 20 | „The Onion Ring”                            | 2010. április 23.    |
| Négy barát megnézi az elátkozott kazettát kihívva ezzel maguk ellen Narancs bosszúját és a végén mindannyian hagyma karikákká változnak. |                                             |                      |
| 21 | „Wazzup 2: Wassabi”                         | 2010. április 30.    |
| Narancs, Körte Citrom egy kis Szusi és Vaszabi újabb Budweiser reklámot készítenek. |                                             |                      |
| 22 | „Pain-apple”                                | 2010. május 7.       |
| Narancs találkozik ananásszal és hamar megsértődik a hozzáállása miatt. Az érzés kölcsönös. |                                             |                      |
| 23 | „Pacmania”                                  | 2010. május 14.      |
| Narancs és Pac-Man helyet cserélnek, a Pac-Man kiadásának 30. évfordulója alkalmából. Narancs harcol a szellemekkel, eközben Pac-Man a konyhában idegesíti Körtét. |                                             |                      |
| 24 | „Picture Contest”                           | 2010. május 21.      |
| Narancs megharagudott a hangra, mert nem készült új epizód ezért úgy dönt, hogy versenyt hirdet a rajongók között. |                                             |                      |
| 25 | „Grapefruit's Revenge”                      | 2010. május 28.      |
| Narancs, Körte és Maracuja találkozik Grapefruit családjának néhány tagjával akik bosszúra vágynak. |                                             |                      |
| 26 | „Grandpa Lemon”                             | 2010. június 4.      |
| Narancs találkozik egy idős citrommal, akit nehéz felbosszantani főleg, azért mert nagyon feledékeny és szokása elaludni. |                                             |                      |
| 27 | „Picture Contest Winners!”                  | 2010. június 11.     |
| Narancs és a hang bejelenti a "Narancs képverseny" győzteseit. |                                             |                      |
| 28 | „Back to the Fruiture”                      | 2010. június 11.     |
| Narancsot meglátogatja két jövőbeli énje és arra kérik segítsen megmenteni a világot a fütyülős szélkerekével, amit Körte elvett és nem hajlandó visszaadni. |                                             |                      |
| 29 | „Mystery Guest”                             | 2010. június 11.     |
| Narancsot különböző színtereken és pozíciókban láthatjuk, a nézői javaslatok alapján. Figyelmeztetik a nézőket, hogy a következő részben az idegesítés még durvább lesz. |                                             |                      |
| 30 | „Annoying Orange vs. Fred!!!”               | 2010. június 24.     |
| Fred Figglehorn benevezi Narancsot a Pesterfest 2010-re, egy pankrációra, melyet Liam a kobold talált ki, hogy kiderüljün ki az idegesítőbb. |                                             |                      |
| 31 | „Orange of July”                            | 2010. július 1.      |
| Narancs egy Görögdinnyével, Petárdával és néhány Tűzijátékkal ünnepli a Függetlenség napját a parkban. |                                             |                      |
| 32 | „The Orange Cup”                            | 2010. július 8.      |
| Futball-labda, visszatér a "Super Bowl futball" című epizódból. Narancs egy vuvuzelával bosszantja őt. |                                             |                      |
| 33 | „Teenage Mutant Ninja Apples”               | 2010. július 16.     |
| Narancs találkozik néhány almával és meg van győződve róla, hogy mutánsok, mert egyikük sem piros, egy kivételével. Felfedezi egy újabb képességét, amivel idegesíteni tudja az embereket: a beatboxolást. |                                             |                      |
| 34 | „Lady Pasta”                                | 2010. július 23.     |
| Narancs találkozik egy éneklő Spagettivel a szenzácios Lady Pasta-val. |                                             |                      |
| 35 | „Cruel as a Cucumber”                       | 2010. július 30.     |
| Narancs jó és rossz énje próbálja segíteni őt, hogy lenyűgözze Uborkát, a legkirályabb kaját a konyhában. |                                             |                      |
| 36 | „Crabapple”                                 | 2010. augusztus 6.   |
| Narancs találkozik a goromba Vadalmával, aki egy nagyon kicsi alma, de mindenkit le "kis almáz", a méretétől függetlenül. |                                             |                      |
| 37 | „Million Clones”                            | 2010. augusztus 13.  |
| 1 millió ember iratkozott fel a sorozat csatornájára. Ezt megünepevén Narancsot 1 milliószor klonózzák, amit Körte ellenez. |                                             |                      |
| 38 | „Close Encounters of the Annoying Kind”     | 2010. augusztus 20.  |
| Narancsot és Körtét elrabolják a Brokkoli alienek. |                                             |                      |
| 39 | „The Sitcom”                                | 2010. augusztus 27.  |
| Az "Annoying Orange" helyzetkomikummá válik, miután Narancs elveszt egy pókerjátszmát Paprika ellen és ő arra kényszeríti, hogy bevallja miként érez Marakuja iránt. |                                             |                      |
| 40 | „Going Walnuts”                             | 2010. szeptember 3.  |
| Narancs felidegesít egy Diót az idióta szójátékaival és a kopp-kopp vicceivel. |                                             |                      |
| 41 | „Wazzup 3: Bonsai Tree”                     | 2010. szeptember 16. |
| A Bonsai fa (hangja Rivers Cuomo) és a party tál (hangjaik a Weezer tagjai) csatlakozik Narancshoz, Körtéhez, és Kicsi Almához egy újabb "Wazzup!" epizódban. |                                             |                      |
| 42 | „Annoying Saw 2: The Annoying Death Trap”   | 2010. szeptember 24. |
| Jigsaw visszatér, hogy Narancsot tanítványává fogadja és vele bosszantsa halálra következő áldozatát Pillecukrot. A terv azonban meghiúsul amikor Mályvacukor ugyanolyan bosszantónak bizonyul mint Narancs. |                                             |                      |
| 43 | „No More Mr. Knife Guy”                     | 2010. október 1.     |
| Narancs Gyömbérrel arról vitázik, hogy van-e lelke, majd találkozik késsel, aki most felfedi élő valóját. |                                             |                      |
| 44 | „Happy Birthday, Orange!”                   | 2010. október 8.     |
| Körte, Kicsi Alma, Mályvacukor, és Lime megünneplik Narancs születésnapját. |                                             |                      |
| 45 | „The Exploding Orange”                      | 2010. október 15.    |
| Narancs szembesül azzal, hogy mi történik, ha egy gyümölcs csuklani kezd, mint Kivi aki felrobban, aztán ő maga is csuklani kezd. |                                             |                      |
| 46 | „Frankenfruit”                              | 2010. október 29.    |
| Körte és Kicsi Alma Halloween-i kísértet-sztorikat mondanak karakterekről, akik hála az őrült tudósnak már nincsenek köztük, Graperfruit és Citrom nagypapa is visszatérnek a halálból, hogy megalkosság a rettenetes Frankengyümölcsöt. |                                             |                      |
| 47 | „Theme Song Attack!”                        | 2010. november 5.    |
| Narancs kideríti, hogy Körtének, Mályvacukornak, Almának, Késnek és Szilvának van főcímzenéje, úgyhogy Narancsnak is írnak egyet. |                                             |                      |
| 48 | „The Annoying Pear”                         | 2010. november 12.   |
| Narancs megbetegszik ezért Körtének kell átvenni a helyét a bosszantásban. Habár minden amit ő tud, az csak annyi, hogy felidegesíti Maracuját és megríkatja Fehérrépát azzal, hogy kövér Reteknek hívja. |                                             |                      |
| 49 | „Viral Vote”                                | 2010. november 19.   |
| Körte versenyt hirdet, ahol a rajongók szavazhatnak, hogy melyik paródiavideót akarják látni a Top 5-ben az elkövetkezendő hetekben. |                                             |                      |
| 50 | „Orange After Dentist”                      | 2010. november 22.   |
| Az első győztes a versenyparódiák szavazásán. A videóban a "David After Dentist" kisfilmet figurázzák ki amelyben Narancs fogfehérítésen esett át és kábultan beszélget Körtével. Megjegyzés: A David After Dentist egy videó amelyben a kisfiú David szájsebészeti beavatkozáson vett részt és az apja felvételt készített, hogy miként viselkedik fia kábultan. |                                             |                      |
| 51 | „Kitchen Intruder”                          | 2010. november 23.   |
| A "Bed Intruder" a második megszavazott paródiavideó. Nektarint majdnem felszeli egy kés, míg Narancs eljátssza Antoine Dodson és előadja a "Bed Intruder Song" paródiáját. Megjegyzés: A "Bed Intruder" egy videó ami tulajdonképpen egy tudósítás ami arról szól, hogy az említett Antoine Dodson nővérének szobájába betört egy ismeretlen férfi és nemi erőszakot kísérelt meg a nő ellen. A "Bed Intruder Song" ennek a tudósításnak a összevágott és zenésített verziója. |                                             |                      |
| 52 | „Sneezing Marshmallow”                      | 2010. november 24.   |
| A harmadik paródiavideó a "The Sneezing Baby Panda". Ebben az epizódban Mályvacukor veszi át Tai Shan az óriáspanda szerepét és tüsszent egy hangosat és keményet amitől Narancs aki az anya panda szerepét formálta meg, megijed. Megjegyzés: Az eredeti videóban Tai Shan az óriáspanda bébi tüsszent egyet és az anyapanda ettől megijed. |                                             |                      |
| 53 | „Annoying Orange Meets Charlie the Unicorn” | 2010. november 25.   |
| A negyedik megszavazott videó "Charlie the Unicorn". Narancs és Mályvacukor meglát egy szivárványt, és megkérik Charliet az egyszarvút hogy vigye el őket a másik végére. Útközben találkoznak Körtével és Kicsi Almával is majd a szivárvány másik végén megtalálják a fazék aranyat. |                                             |                      |
| 54 | „Equals Annoying Orange”                    | 2010. november 26.   |
| Ebben az epizódban Narancs felidézi az előző négy nyertes videót és kommentálja őket. |                                             |                      |
| 55 | „Full Kitchen Intruder Song”                | 2010. december 3.    |
| Itt látható a teljes Kitchen Intruder Song, a "Kitchen Intruder" vágott és zenésített verziója |                                             |                      |
| 56 | „Mystery of the Mustachios”                 | 2010. december 10.   |
| Narancs és Körte megismerkedik az öt pisztáciával, akik álbajusszal próbálják elkerülni, hogy megegyék őket. |                                             |                      |
| 57 | „Jalapeño”                                  | 2010. december 17.   |
| Narancs és Körte leckét vesznek egy Jalapeño paprikától, hogyan nyűgözzék le a nőket, mint ahogy ő is elcsábított sok gyümölcsöt. |                                             |                      |
| 58 | „Wishful Thinking”                          | 2010. december 24.   |
| Narancs azt kívánja bárcsak meg se született volna kívánja amikor mindenki figyelmen kívül hagyja őt a karácsonyi partin a konyhában. A kívánságát Fagyöngy teljesíti is és megmutatja neki a következményeket. |                                             |                      |
| 59 | „The Amnesiac Orange”                       | 2011. január 7.      |
| Narancs amnéziás lesz, miután egy sárgadinnye esik rá. |                                             |                      |
| 60 | „Rap-berry”                                 | 2011. január 14.     |
| Egy Red nevű málna elhagyja a tálat, hogy kalandot keressen, de amikor meglátja Narancsot és Körtét kiborul. Ők ketten segítenek RED-nek túlélni azzal, hogy felfedik előtte tehetségét a rappelést. |                                             |                      |
| 61 | „Food Court”                                | 2011. január 21.     |
| Liam, a kobold visszatér és Narancsot bíróságra viszi, hogy kiderítse mennyire idegesítő. |                                             |                      |
| 62 | „Wazzup Blowup”                             | 2011. január 28.     |
| Narancs és a banda kukoricát idegesítik aki egy fontos telefonhívást vár. |                                             |                      |
| 63 | „Best Fiends Forever”                       | 2011. február 4.     |
| Grapefruit beköltözik a konyhába és piszkálni kezdi Kicsi Almát azzal, hogy "Baby Almának" szólítja és felbosszantja Mályvacukrot is azzal, hogy elégeti az unikornisos fényképét. |                                             |                      |
| 64a | „Annoying Valentines”                       | 2011. február 11.    |
| Narancs bosszantó Valentin-napi kártyákat oszt a többieknek, mert nem tudja a Valentin-nap valódi jelentését. |                                             |                      |
| 64b | „Annoying Valentines (Sitcom Version)”      | 2011. február 11.    |
| Ez a "Annoying Valentines" rész bővített verziója, ugyanolyan formában készült mint a "The Sitcom" című epizód. |                                             |                      |
| 65 | „Annoying Valentines Surprise”              | 2011. február 14.    |
| Narancs egy gyors üzenetet küld az embereknek Valentin-nap alkalmából egy doboz csokoládéval együtt ami tele van kis narancsokkal. |                                             |                      |
| 66 | „It Takes Two to Mango”                     | 2011. február 18.    |
| Narancs Mangót idegesíti aki úgy gondolja, hogy valami rejtett szándék van Narancs bosszantó viselkedése mögött. |                                             |                      |
| 67 | „Annoying Orange vs. Gecko”                 | 2011. február 21.    |
| Narancs egy gekkót bosszant. Ez a rész egy Geico reklám paródiája. Megjegyzés: A Geicko egy biztosításokkal foglalkozó vállalat. |                                             |                      |
| 68 | „ZOOM!!!”                                   | 2011. február 18.    |
| Amíg Narancs egy bébi Répát bosszant véletlenül lenyel egy kis magas koffein tartalmú energiaitalt. |                                             |                      |
| 69 | „Orange Through Time”                       | 2011. március 4.     |
| Narancs visszautazik az időben, hogy meglátogassa a Jura-kori kipusztulást, Benjamin Franklint az elektromosság felfedezésekor és Titanic elsüllyedését. |                                             |                      |
| 70 | „Kung Fruit”                                | 2011. március 11.    |
| Narancs egy ninja kiképzésen vesz részt miután egy nuncsaku-forgató Kókusz átveszi az uralmat a konyhában. |                                             |                      |
| 71a | „Fortune Cookie”                            | 2011. március 18.    |
| Narancs néhány kínai ételt bosszant, beleértve a Tojástekercset és egy szerencsesütit is. |                                             |                      |
| 71b | „Fortune Cookie (Sitcom Version)”           | 2011. március 18.    |
| Ez a "Fortune Cookie" rész bővített verziója, ugyanolyan formában készült mint a "The Sitcom" és a "Annoying Valentines (Sitcom Version)". című epizód. |                                             |                      |
| 72 | „April Fruits Day”                          | 2011. április 1.     |
| Narancs és bandája megviccelik egymást bolondok napján. |                                             |                      |
| 73 | „Kitchen Carnage”                           | 2011. április 7.     |
| Narancs és még pár gyümölcs megnézik mi szükséges egy saláta és a turmix elkészítéséhez. Körte rájön, hogy ez nem egy névsor. |                                             |                      |
| 74 | „Rolling in the Dough”                      | 2011. április 15.    |
| Narancs egy darab tésztát bosszant egészen a kenyérré válásáig. |                                             |                      |
| 75 | „Nyan Nya Orange”                           | 2011. április 20.    |
| Narancs most a "Nyan Cat" című videót parodizálta ki, Mályvacukor és ő egy unikornison lovagolva énekli, hogy "Nya-nya". Megjegyzés: Az eredeti videóban egy macska az egész videó alatt nyávog és egy szivárványt húz maga után. |                                             |                      |
| 76 | „Comedy Clubbing”                           | 2011. április 21.    |
| Narancs, Körte, és Kicsi Alma elmennek egy Stand-up comedy klubba ahol Narancs a fellépő Marty a húsgombóccal keveredik szójáték háborúba ami inkább egymás megsértéséről szól. (Martyt a komikus színész Greg Benson játssza). |                                             |                      |
| 77 | „Orange Through Time #2”                    | 2011. április 29.    |
| Narancs ismét visszautazik az időben és meglátogatja Dávid és Góliát harcát, Isaac Newtont a gravitáció felfedezésekor és a Roswell UFO esetet |                                             |                      |
| 78 | „Mommy and Me”                              | 2011. május 6.       |
| Narancs, Körte, Kicsi Alma, Mályvacukor, és Kés megünneplik az Anyák-napját saját szüleikkel miközben Narancs és anyja Jamgyökeret bosszantja. |                                             |                      |
| 79 | „Fruit For All!”                            | 2011. május 15.      |
| Narancs egy játékban vesz részt, bosszantja a házigazdát Alma Trebek-et (a show eredeti házigazdája Alex Trebek) és a versenyzőket, Banánt és Ananászt. Ez a videó a Jeopardy! nevű népszerű tévés vetélkedő paródiája. |                                             |                      |
| 80a | „Juice Boxing”                              | 2011. május 20.      |
| Két dühös dobozos gyümölcslé jelenik meg a konyhában. A gyümölcsleveket a YouTube 2 felhasználója és komédiása Barats és Bereta alakítja. |                                             |                      |
| 80b | „Juice Boxing”                              | 2011. május 22.      |
| Ez a "Juice Boxing" rész bővített verziója, ugyanolyan formában készült mint a "The Sitcom" és a "Annoying Valentines (Sitcom Version)" és a "Fortune Cookie (Sitcom Version)" című epizód. |                                             |                      |
| 81 | „Flower Power!”                             | 2011. május 27.      |
| Narancs napozna, de Napraforgó árnyéka ezt megakadályozza. |                                             |                      |
| 82 | „Be a Star!”                                | 2011. június 3.      |
| Körte megpróbálja kideríteni, hogy Kicsi Alma, Maracuja, Citrom nagypapa , Grapefruit, vagy Mályvacukor jók e sztárnak egy új "The Annoying Orange" epizód számára, de egyikük sem bizonyul megfelelőnek. Körte versenyt hirdet ki a rajongók között, el kell mondaniuk a "I'm a star, a great big shining star, YAY!" (Én egy sztár vagyok, egy hatalmas ragyogó csillag, yeee!) szöveget és ezt videóra is kell venniük, majd feltölteni a YouTube-ra. Aki nyer az vendégszerepelhet a következő epizódban.                                                                                |                                             |                      |
| 83 | „First Person Fruiter”                      | 2011. június 10.     |
| Narancs találkozik Papayával és kötekszik vele. Ez az első epizód amikor egy másik gyümölcs személye által láthatjuk a konyhát és környezetét. |                                             |                      |
| 84 | „Meteortron”                                | 2011. június 17.     |
| Az űrből egy meteor zúdul be a konyhába, aki az Ereklyét keresi. Ebben az epizódban a "Be a Star!" verseny győztese is feltűnik. A videó a Transformers film paródiája. |                                             |                      |
| 85 | „YouTubers”                                 | 2011. július 1.      |
| Narancs találkozik három burgonyával, úgynevezett youtuberekkel. Triójuk megpróbál videóblogot készíteni a megosztó oldalra, de Narancs mindig félbeszakítja őket... |                                             |                      |
| 86 | „Trollin”                                   | 2011. július 8.      |
| A konyhát 3 trollbaba rohanja le akik mindenbe belekötnek. |                                             |                      |
| 87 | „Orange Potter and the Deathly Apple”       | 2011. július 13.     |
| Narancs Potter szembenéz halálos ellenségével Moldywarts-al. Ez az epizód a Harry Potter és a Halál ereklyéi filmet parodizálja ki. A videóban a filmből megismert szereplők is feltűnnek: Narancs Potter (eredeti szereplő: Harry Potter), Moldywarts (eredeti szereplő: Voldemort) Pear Weasly (eredeti szereplő: Ron Weasly), Lemondore nagypapa (eredeti szereplő: Dumbledore), Passiony Granger (eredeti szereplő: Hermione Granger), és Snapefruit (eredeti szereplő: Piton professzor)                                                                                                |                                             |                      |
| 88a | „The Voodoo You Do”                         | 2011. július 22.     |
| Három alma egy vudu babát használ fel arra, hogy kínozzák Narancsot, de ez rosszul sül el. |                                             |                      |
| 88b | „The Voodoo You Do! (sitcom version)”       | 2011. július 22.     |
| Ez a "The Voodoo You Do!" rész kibővített verziója, ugyanolyan formában készült mint a "The Sitcom" című epizód. |                                             |                      |
| 89 | „Orange Goes Hollywood”                     | 2011. július 29.     |
| Miután Narancs felbosszantott egy Padlizsánt, két kukoricacső felajánlja neki, hogy szerepelhet egy filmben, de a dolgok rosszra fordulnak, amikor a kukorica menedzserek változtatásokat hajtanak végre Narancson. |                                             |                      |
| 90 | „Previously On”                             | 2011. augusztus 5.   |
| Narancsnak és bandájának különböző izgalmakban van része...vajon túlélik? |                                             |                      |
| 91 | „Orange Takes Over VidCon!”                 | 2011. augusztus 5.   |
| Narancsnak most a közönséget ingerli a VidCon-on. Megjegyzés: VidCon az online videóközösségek legnagyobb összejövetele. 2010-től minden évben megrendezik, helyszíne a californiai Los Angeles. |                                             |                      |
| 92 | „In the Dark”                               | 2011. augusztus 12.  |
| Narancs találkozik egy tanácstalan gombával. Amint Gomba hozzászokik a konyhában lévő élethez, elkezd úgy viselkedni, mint az Narancs, és mindketten piszkálni kezdik Kicsi Almát. |                                             |                      |
| 93 | „Naval Orange”                              | 2011. augusztus 26.  |
| Narancs, Körte, Kicsi Alma és Májvacukor egy hajón nyaralnak. Összefutnak a hírhedt kalózza, Áfonyaszakállal (Feketeszakállt parodizálják ki) és csapatával. |                                             |                      |
| 94 | „Orange Through Time #3”                    | 2011. szeptember 2.  |
| Narancs ellátogat Trójába a faló érkezésekor, a Holdra az amerikai zászló kitűzésekor, meglátogat egy cseresznyefát amikor George Washington kivágja és azt is láthatjuk miként veszíti el orrát a Nagy Szfinx. A bővített verzióban Narancs a Pisai ferde toronyt bosszantja és magokat köpköd rá és így elferdül. |                                             |                      |
| 95 | „Gumbrawl”                                  | 2011. szeptember 9.  |
| A konyhában elszabadul a pokol. A Gumikukacok a Gumimacik a Rágógumik és a Zselécukorkák egymásnak esnek. |                                             |                      |
| 96 | „Pet Peeve”                                 | 2011. szeptember 16. |
| Narancs befogadott gy ecetmuslicát háziállatként és az rögtön megkezdi a pusztítást a konyhában. |                                             |                      |
| 97 | „Souper Dooper”                             | 2011. szeptember 23. |
| Narancs most egy tál betűlevessel találkozik, és őt kergeti az őrületbe. |                                             |                      |
| 98 | „Ask Orange #1”                             | 2011. szeptember 26. |
| Narancs megválaszolja a nézők által feltett kérdéseket. |                                             |                      |
| 99 | „Fake 'N Bacon”                             | 2011. szeptember 30. |
| Narancs megismer néhány műgyümölcsökből álló csoportot, akik megpróbálnak úgy tenni, mintha igaziak volnának. |                                             |                      |
| 100 | „Orange Through Time #4”                    | 2011. október 3.     |
| Narancs újabb időutazást tesz az ókori Rómába és egy római gladiátort bosszant fel, majd egy kosár gyümölcsöt és zöldséget (akiket később megesznek a zarándokok) és Vincent van Goghhoz is ellátogat. |                                             |                      |
| 101 | „Annoying Orange vs. Angry Birds”           | 2011. október 7.     |
| Narancs és a banda a sikeres iPhone játékkal az „Angry Birds-szel” játszanak úgy, hogy saját maguk kerülnek a madarak helyére. Megjegyzés: Az Angry Birds-ben madarakat kell kilőnük és elpusztítani az épületben rejtöző malacokat. Ebben a részben minden karakternek készítettek külön videókat amelyben kiderül miként győzik le a malacokat ha más és más szereplő kerül a katapultba. |                                             |                      |
| 102 | „Microwave Effect”                          | 2011. október 14.    |
| A mikróba egy Burritó kerül és időgéppé változik, ami Narancsékat elviszi az első epizód idejébe és a nézők megtudhatják mi történt volna ha Almát nem szeli fel a Kés. |                                             |                      |
| 103 | „Ask Orange #2: Toast Busters!”             | 2011. október 21.    |
| Narancs ismét megválaszolja a nézők kérdéseit. |                                             |                      |
| 104 | „Chiller”                                   | 2011. október 28.    |
| Körte egy kísértet hűtővel álmodik akinek neve „Chiller”. A többiek mind zombivá válnak és együtt előadják Michael Jackson Thriller című dalát. |                                             |                      |
| 105 | „Magic Clam”                                | 2011. november 4.    |
| Narancsot és a bandáját éjszaka közepén egy osztriga riasztja fel. Különböző tárgyakat eszik meg és azok átalakulnak valami más varázslatos tárggyá. Pl. légyből lepke vagy egy Abraham Lincolnt ábrázoló érméból egy Abraham Lincoln szobor. |                                             |                      |
| 106 | „Jumping Bean”                              | 2011. november 11.   |
| Narancs találkozik egy Mexikói ugróbabbal aki nem tudja abbahagyni pattogás. Megjegyzés: Az ugró bab szerepében John Leguizamo. |                                             |                      |
| 107 | „Party Rock”                                | 2011. november 21.   |
| Az újabb paródia videók első darabja az LMFAO „Party Rock Anthem” című száma. A dalt Narancs és barátai valamint egy kő és egy szarvasgomba adja elő. |                                             |                      |
| 108 | „Epic Peel Time”                            | 2011. november 22.   |
| A második videóban Narancs, Körte és a banda felhasznál egy labdát, sertéshúst, sajtot, sok szalonnát és egyéb összetevőket, hogy létrehozzanak egy szobrot ételből, ami úgy néz ki mint Narancs csak szakállasan. Ez az „Epic Meal Time” műsort parodizálja ki. Megjegyzés: Az „Epic Meal Time” egy YouTube-on futó főző show aminek lényege, hogy rendkívül magas kalóriatartalmú ételeket készítsenek el, általában húsipari termékekből (különösen szalonnából), többek között alkohol (különösen Jack Daniel’s) hozzáadásával. Az elkészült ételeket a szereplőknek kell elfogyasztani. |                                             |                      |
| 109 | „Epic Rap Battles of Kitchenry”             | 2011. november 23.   |
| A harmadik videóban Narancs rapcsatázik egy M&M's cukorkával. Ez az „Epic Rap Battles of History”-t parodizálja. Megjegyzés: Az "Epic Rap Battles of History" egy „NicePeter” nevű youtuber által kreált videók amiben kitalál és híres történelmi személyek, színészek rapcsatáznak egymással. (Pl. Justin Bieber és Ludwig van Beethoven vagy Gandalf és Dumbledore.) |                                             |                      |
| 110 | „GO! BWAAAH!”                               | 2011. november 24.   |
| A negyedik videóban Narancs leesik a Citrom nagypapa motorjáról. Ez a „Go! Bwaaah!” videót parodizálja. Megjegyzés: A „Go! Bwaaah!” egy pár másodperces videó, amiben egy kislány a kutyájának mondja, hogy GO! (gyerünk vagy indulj), a kutya elindul és a kislány orra esik. |                                             |                      |
| 111 | „Talking Twin Baby Oranges”                 | 2011. november 24.   |
| Az ötödik videóban Narancs saját klónjával beszél babanyelven. Ez a „Talking Twin Babies” videót paródizálja. Megjegyzés: A „Talking Twin Babies” eredetiében két baba gügyögve beszélget egymással. |                                             |                      |
| 112 | „Fry-day”                                   | 2011. november 25.   |
| Az utolsó paródiavideóban Narancs Rebecca Black „Friday” című számát parodizáljaki azzal, hogy sajátos szöveggel énekli el. |                                             |                      |
| 113 | „Ask Orange #3: A-TOY-ING ORANGE!”          | 2011. december 2.    |
| Narancs több nézői kérdésre is válaszol, majd az Alkonyat – Hajnalhasadás előzetesét parodizálja ki egy „Breaking Wind: Fart 1” (magyarul: Szélhasadás: Fing 1) című videóval. |                                             |                      |
| 114 | „Grapefruit's Totally True Tales: Bigfoot”  | 2011. december 9.    |
| Grapefruit elmesél egy történetet arról, hogyan fogott el Nagylábat. |                                             |                      |
| 115 | „Xmas Card Xplosion!!”                      | 2011. december 16.   |
| Narancs, Körte, Mályvacukor, Maracuja, Grapefruit, Kicsi Alma, és Citrom nagypapa 7 különböző karácsonyi videókártyákat készítenek az ünnep alkalmából. |                                             |                      |
| 116 | „Midget Rudolph”                            | 2011. december 23.   |
| Kicsi Alma fürdés után izzó pirosan kerül elő. Ő és a csapat eléneklik a Rudolf a rénszarvas dalt. |                                             |                      |
| 117 | „FPS Orange”                                | 2012. január 6.      |
| Narancs bemutatja a konyhai ágyút és arra használja, hogy Körtét bosszantsa vele és megsemmisítse a Holdat. |                                             |                      |
| 118 | „1 BILLION KILLS!”                          | 2012. január 13.     |
| A sorozat elérte az 1 milliárdos nézettséget. Ünneplésképp összeállítottak egy videót amelyben az eddigi összes elhalálozást, feltrancsírozást megmutatják. |                                             |                      |
| 119 | „Once Upon an Orange”                       | 2012. január 20.     |
| Narancs ellátogat Jancsi és Juliskához, A három kismalachoz és Babszem Jankóhoz. |                                             |                      |
| 120 | „Annoying Orange Comedy Roast!”             | 2012. január 27.     |
| Minden híresség aki szerepelt az előző epizódokban, visszatér és mondani viccet a roast-on, melynek házigazdája a serpenyős rostélyos. Megjegyzés: A „roast” egy olyan esemény az Egyesült Államokban, ahol az adott személyt nyilvánosan, közönség előtt komikus sértésekkel illetik, dicsérik vagy akár, igaz, hamis és furcsa történeteket mondanak róla. |                                             |                      |
| 121 | „The Fruitbowl”                             | 2012. február 3.     |
| Ebben a részben a 46. Super Bowl-t láthatjuk amiben a New York-i gigantalmák csapnak össze a új-angliai főzőbanánokkal. Megjegyzés: Az eredeti csapatnevek: New York Giants és a New England Patriots |                                             |                      |
| 122 | „The Dating Game”                           | 2012. február 3.     |
| Maracuja egy társkereső show-ban szerepel. A jelöltek: egy idétlen alma, egy francia gránátalma és Narancs. |                                             |                      |
| 123 | „Poison Apple”                              | 2012. február 19.    |
| Narancs segít a Bűvös Tükörnek megtalálni a mérgezett almát Hófehérke számára. |                                             |                      |
| 124 | „He Will Mock You”                          | 2012. február 24.    |
| Kókusz, Banán és Lime gúnyolni kezdik Narancsot, és ez nagy hibának bizonyul. Narancsék előadják a „He Will Mock You” dalt; ami a Queen „We Will Rock You” átírt változata. |                                             |                      |
| 125 | „Annoying Orange vs. Mortal Kombat”         | 2012. március 2.     |
| A Mortal Kombat játékból ismert Shang Tsung karakter megküzd Naranccsal. |                                             |                      |
| 126 | „Ultimate Marshmallow Tease”                | 2012. március 5.     |
| Körte olyan dolgokkal ingerli Mályvacukrot amiket ő szeret. Ez a rész az "Ultimate Dog Tease" paródiája Megjegyzés: Az Ultimate Dog Tease videóban egy gazda ingerli a kutyáját és ahogy a kutya mozgatja a száját (pl. ásít), úgy csinál a gazdi mintha a kutya beszélne. |                                             |                      |
| 127 | „Dr. Bananas”                               | 2012. március 9.     |
| Egy leleményes banán, aki magát Dr. Banánnak nevezi a konyhába mutatja be a vadonatúj találmányait Narancsnak, Körtének, és Kicsi Almának. |                                             |                      |
| 128 | „The Leprechaun Trap”                       | 2012. március 16.    |
| Narancs, Körte, Kicsi Alma, Mályvacukor, Grapefruit, és Liam a kobold készítenek egy kobold csapdát hogy, megakadályozzák, hogy a koboldok ellopják a talált aranyat. |                                             |                      |
| 129 | „The Hungry Games”                          | 2012. március 23.    |
| Narancs és Karfiol Claudius a 74. "Hungry Games" (magyarul lehet "Éhes Játékok") házigazdái, ahol az ételek csatáznak az életükért. Viszont a dolgok rosszra fordulnak mikor Narancs találkozik Cukornáddal és Hógolyó elnökkel. |                                             |                      |
| 130 | „Annoying Orange 2.0!!!”                    | 2012. március 30.    |
| Narancs és a banda látszólag otthagyja a konyhát a közelgő Cartoon Network sorozat miatt csak Kicsi Almát maradt. Hírességek veszik át a banda tagjainak megformálását, de ez nem az aminek látszik... Megjegyzés: Ez az epizód ünnepli a Bolondok napját. |                                             |                      |
| 131 | „Easter Island”                             | 2012. április 6.     |
| Narancs és a banda elutaznak a Húsvét-szigetekre, de a dolgok rosszra fordulnak mikor Narancs felébreszti a vulkán szellemét. |                                             |                      |
| 132 | „Marshmallow's Favorites: Doggy Videos”     | 2012. április 9.     |
| Mályvacukor megmutatja kedvenc top 5 kutya videóját. |                                             |                      |
| 133 | „Ask Orange #4: Master Chef!”               | 2012. április 13.    |
| Narancs újra válaszol a rajongók kérdéseire. |                                             |                      |
| 134 | „WazZOOM”                                   | 2012. április 20.    |
| Narancs és bandája, Tök, Zombi George Washington, Zoom és Zip és Eper Wazzupol-nak, de egy idő után unalmasnak érzik ezért helyette a WazZOOM-ot és WazZIP-et hangoztatják. |                                             |                      |
| 135 | „Buddy Cops”                                | 2012. április 27.    |
| Töpe Alma (a jó zsaru) és Mályvacukor (a rossz zsaru) a gabona gyilkos után nyomoznak, aki különböző élelmiszereket öl meg. |                                             |                      |
| 136 | „Bacon Invaders”                            | 2012. május 4.       |
| Egy csoport szalonna lerohanja a konyhát és elkezdik befedni Narancsot és barátait, majd Törpe Alma felfedez egy szivárgó gázcsövet... |                                             |                      |
| 137 | „U Can't Squash This”                       | 2012. május 11.      |
| Narancs és a csapat előadják MC Hammer "U Can't Touch This" című számát amiben Tök több ételt is összezúz a konyhában. |                                             |                      |
| 138 | „Tough Enough”                              | 2012. május 25.      |
| Narancs találkozik egy kemény Durián gyümölccsel akit Spike-nak hívnak (Tüske). |                                             |                      |
| 139 | „Big Top Orange”                            | 2012. június 1.      |
| Narancs és a csapat előadják a Madagaszkár 3-ban látható cirkuszi jelenetet. |                                             |                      |
| 140 | „Avocad-bro”                                | 2012. június 8.      |
| Narancs egy Avokádóval találkozik aki megtanítja neki hogyan kell meditálni. |                                             |                      |
| 141 | „Behind the Seeds”                          | 2012. június 11.     |
| Naranccsal betekintést nyerhetünk a The High Fructose Adventures of Annoying Orange sorozat színfalai mögé. |                                             |                      |
| 142 | „Ask Orange #5: Once in a Blew Moon!”       | 2012. június 15.     |
| Narancsal 5. alkalommal válaszolja meg a rajongók kérdéseit. |                                             |                      |
| 143 | „OMG”                                       | 2012. június 22.     |
| Narancs és barátai bepillantana néhány népszerű gyümölcshíresség életébe. |                                             |                      |
| 144 | „Going Donuts”                              | 2012. július 6.      |
| Narancs és barátai bepillantana néhány népszerű gyümölcshíresség életébe. |                                             |                      |
| 145 | „The Fruitrix”                              | 2012. július 13.     |
| Narancs megtudja, hogy bennragadt a Fruitrix-ban és elindul a maga és a barátai megmentésére. |                                             |                      |
| 146 | „Mac & Cheese”                              | 2012. július 20.     |
| Mac és Cheese ügynökök Narancsot és Kicsi Almát hallgatják ki a konyhában történt gyilkosságokról. |                                             |                      |
| 147 | „Animated”                                  | 2012. július 27.     |
| A legelső epizódot tekinthetjük meg animált verzióban. |                                             |                      |
| 148 | „Fruits vs. Zombies”                        | 2012. augusztus 3.   |
| A gyümölcsök szembeszállnak a zombikkal. Ez a rész a Plants vs. Zombies paródiája. |                                             |                      |
| 149 | „Summer Vacation”                           | 2012. augusztus 10.  |
| A csapat bejelenti, hogy vakációzni mennek így őszig nem lesznek új epizódok. Mályvacukor új képversenyt hirdet meg. |                                             |                      |
| 150 | „Marshmallow Pic Contest Winners!”          | 2012. szeptember 7.  |
| Mályvacukor bejelenti a képverseny győzteseit. |                                             |                      |

## Fordítás
- Ez a szócikk részben vagy egészben  a   List_of_Annoying_Orange_episodes című angol Wikipédia-szócikk fordításán alapul.  Az eredeti cikk szerkesztőit annak laptörténete sorolja fel. Ez a jelzés csupán a megfogalmazás eredetét és a szerzői jogokat jelzi, nem szolgál a cikkben szereplő információk forrásmegjelöléseként.